# Catastia acraspedella
Catastia acraspedella är en fjärilsart som beskrevs av Otto Staudinger 1879. Catastia acraspedella ingår i släktet Catastia och familjen mott. Inga underarter finns listade i Catalogue of Life.